# Alcis ferruginaria
Alcis ferruginaria là một loài bướm đêm trong họ Geometridae.